# Duelul (film din 1963)
Duel  este un film britanic de televiziune din 1963 bazat pe o traducere de Constance Garnett  a nuvelei Un duel din 1891 de Anton Cehov. A fost regizat de Charles Jarrott (pentru seria de televiziune Festival).

## Ditribuție
- Paul Rogers	...	Samolienko
- Katharine Blake	...	Nadia
- ohn Wood	...	Laevsky
- John Bown	...	Boiko
- John Harvey	...	Kirilin
- Philip Madoc	...	Von Koren
- John Quentin	...	Deacon
- Barbara Ogilvie	...	Maria
- Jonathan Elsom	...	Atiamov
- Francis Attard	...	Kostia
- Linda Harvey	...	Katia
- Wilfred Grove	...	Gavronsky